# 니콜라이 우스트랼로프

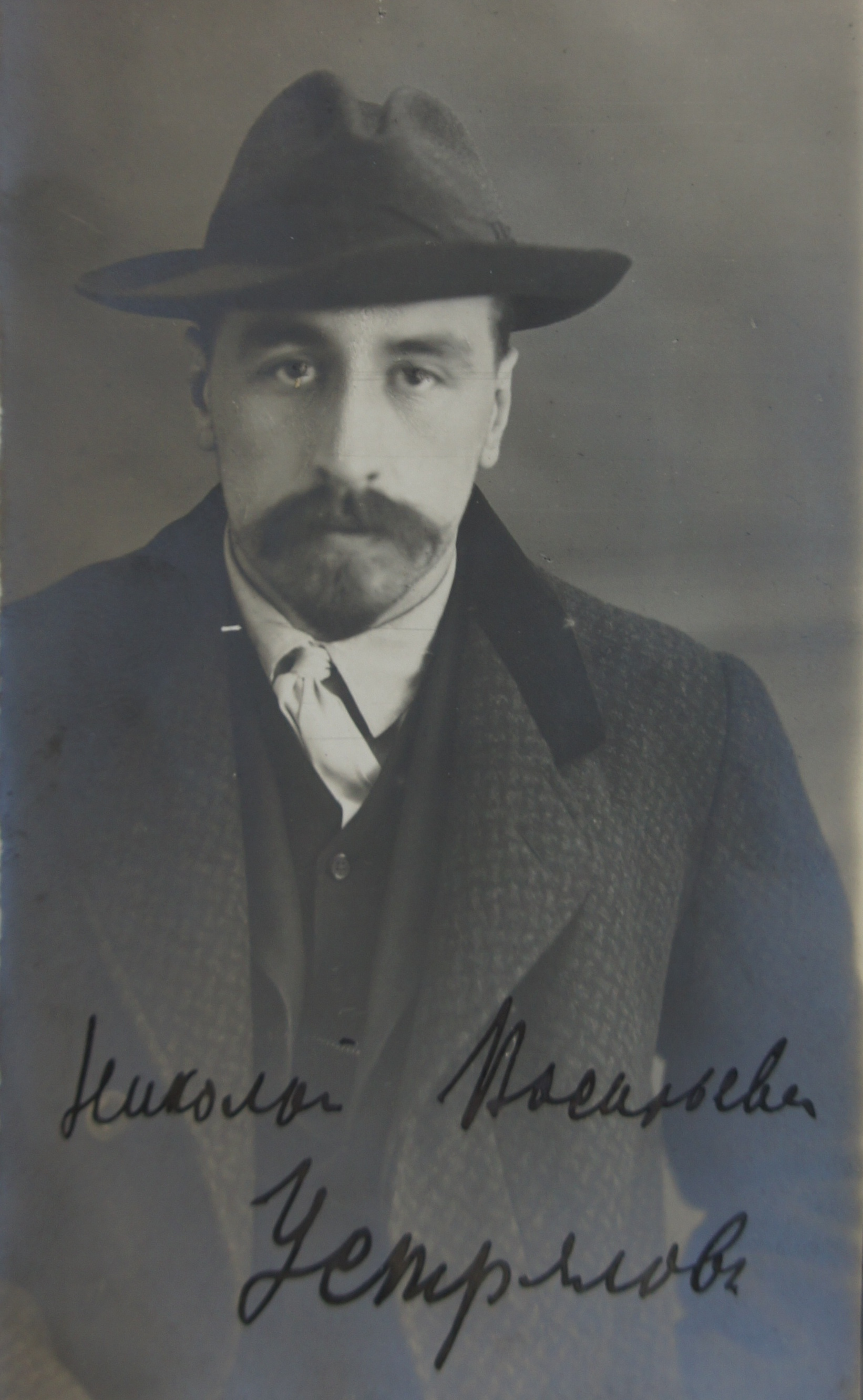
니콜라이 우스트랼로프

니콜라이 바실리예비치 우스트랼로프(러시아어: Никола́й Васи́льевич Устря́лов, 1890년 12월 7일 ~ 1937년 9월 14일)는 러시아의 국수주의 사상가이다. 민족볼셰비즘의 선구자로 모스크바 대학 교수를 지냈다. 레닌의 정책에 대해서 "옛 제국의 '영토를 모으고' 1917년 이후 대혼란에 빠졌던 곳에 질서를 세우고 있다."며 찬양했다. 그는 볼셰비키가 러시아를 구원할 유일한 세력이라고 생각했으며, 민족주의적 입장에서 민족주의자들과 공산주의자들은 동맹을 해야 한다고 주장했다. 그는 공산주의 이념과 전혀 관련 없었지만, 독일의 민족 볼셰비키 에른스트 니키쉬의 글을 접하며 자신의 입장을 민족 볼셰비즘으로 정의한다. 소련이 점차적으로 권위주의화되어가는 과정을 목격하고 소련은 마치 "순무처럼 겉은 붉은 색이지만, 안은 흰색이다"라고 평한다. 하지만 그는 레닌에 의해 백군 반동세력으로 평가되어 만주 하얼빈에서 유배생활을 하게 된다. 스탈린 집권기 이후의 민족주의적 정책으로 인하여 그는 1935년 소련으로 돌아가지만, 결국 반소분자로 분류되어 숙청 당한다.